# Етнолог (издание)
Вижте пояснителната страница за други значения на Етнолог.
Ethnologue (пълно название Ethnologue: Languages of the World, в превод от английски: Етнолог: Езиците по света) е справочник по езикознание.
Издава се писмено и онлайн и се разпространява от SIL International (съкращението SIL е от първоначалното му име Летен институт по лингвистика) – християнска лингвистична организация, изследваща слабо разпространените езици, главно с цел превод на Библията на тези езици.
Първото издание на Ethnologue е пуснато през 1952 г. и включва информация само за 40 езика.
Започвайки от 2015 г. (от 18-ото издание) новото издание на Ethnologue излиза ежегодно и е посветено на Международния ден на майчиния език (21 февруари). 23-тото издание на Ethnologue, излязло през 2020 г., съдържа информация за 7117 живи езика. Дадена е кратка информация за всеки език: варианти на името, брой говорещи, ареал (географско разпространение), диалектен състав, класификация и др. Освен това са предоставени езикови карти за повечето страни, чието качество варира значително. Ethnologue също публикува сборници за страни, в които се говорят повече от осем езика, и издава книги.